# 予讃線事件
予讃線事件（よさんせんじけん）とは、1949年（昭和24年）に発生した列車転覆事件である。機関助士1名が即死、機関士2名と乗客3名が負傷したが、その後機関士2名も死亡したため、死者は3名になった。同年に発生した松川事件と同様の手口であり、なんらかの意図を持って行われた鉄道テロであるといわれているが、事件の真相は明らかにならなかった。
1964年5月9日に列車転覆致死罪の公訴時効が成立し、未解決事件となった。文献によっては「浅海事件」とも称される。

## 事件の概要
1949年（昭和24年）5月9日4時23分、高松桟橋駅を出発して宇和島駅に向かっていた予讃本線（現：予讃線）の準急第一旅客列車が、愛媛県温泉郡難波村（現：松山市北条）にある浅海駅付近にある北条町難波大浦の切通しカーブに約55 km/hで差しかかったところ、機関車が転覆した。その後およそ40 m走行し続けた列車は、右方の丘に激突した後120度急旋回し、高さ8 mの崖に乗り出して停止。それに続く形で炭水車と2両の客車もL字型に脱線した。機関助士ら3名が胴体切断および全身やけどで死亡したが、別の機関士1名は自力で這い出して奇跡的に生還した。
現場検証によると、継ぎ目板2か所4枚、ボルト8本、犬釘7本が故意に抜き取られており、レールが75 mmずらされていた。現場付近に残されていたバール、レンチにはローマ字の刻印があり、明らかに国鉄で使っていたものではないことが判明した。しかしその手口が高度なこともあり、犯人は単独犯ではなく5 - 6人による犯行と見られたため、警察は列車転覆致死傷罪で捜査したが、3か月後に発生した同じく列車転覆致死傷事件である松川事件と同様に事件の真相が判明せず未解決事件となった。1964年5月9日、列車転覆致死罪とした場合の公訴時効が成立した。
また、連合国軍最高司令官総司令部（GHQ）が国鉄の労働争議に対する押さえ込みのために事件を起こしたとする陰謀説も存在する。

## 疑問点
- 事件発生推定時刻の10分ほど前に事件現場を通過するはずであった貨物列車が、なぜかその直前の位置で引き込み線に入り現場を避けていた。
- 事件現場に残されていた線路の枕木に、米軍の軍靴の跡が付着していた。
- 事件後に最も疑いのかけられた被疑者（日本人男性）が留置場で服毒自殺したため、事件の捜査が難航する原因となった。

## その後
事件から13回忌に当たる1961年、事件現場に「殉難之碑」が建立された。碑は2001年の芸予地震でひびが入る被害を受けた。